# Radio-crochet et télé-crochet
Pour les articles homonymes, voir crochet.

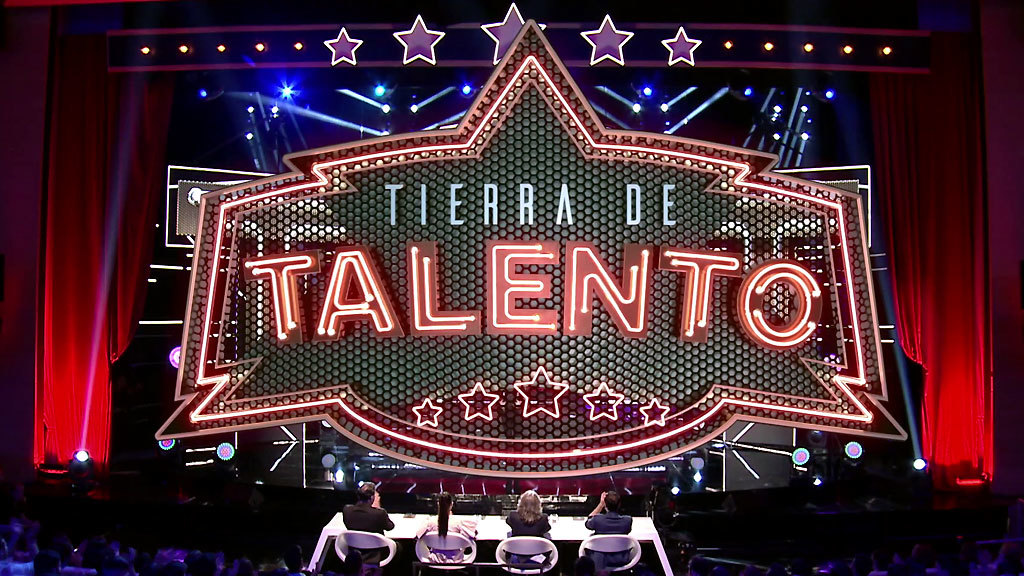
Tierra de Talento, télé-crochet diffusé sur Canal Sur dans lequel sont découverts les talents les plus variés de la population andalouse.

Un radio-crochet ou un télé-crochet est un concours de chant, respectivement à la radio ou à la télévision. Les radio-crochets, initialement organisés comme un festival de chant itinérants, se sont développés dans les années 1930, et sont devenus très populaires à partir des années 1950.

## Années radiophoniques
Le radio-crochet tient son origine de l'émission Le Crochet radiophonique créée par Saint-Granier et Jacques Canetti pour Radio Cité dans les années 1930. Les candidats éliminés y étaient (symboliquement) enlevés de scène par un crochet, une idée elle-même inspirée d’une pratique d’un cabaret parisien (situé au même emplacement qu'aujourd'hui La Cigale), où les artistes hués par le public étaient sortis de scène avec un long bâton les attrapant par le col.
Lors du concours de chant, les candidats peuvent interpréter des extraits d'opéra ou opérette, ou bien des chansons à la mode ou des succès anciens. Le passage devant le public est retransmis en direct ou en différé, et a lieu au théâtre ou au music-hall à Paris, ou bien dans un espace clos lors des spectacles itinérants en province. Par exemple, le radio-crochet Dop sillonne la France en 1947-1948, puis 1950-1951, et a lieu dans le cirque Radio-Circus de Radio Luxembourg.
Ce type d'émission attire un public à la recherche de la célébrité éphémère associée au passage à la radio. Certains des participants se font cependant remarquer pour leur talent, et commencent leur carrière à l'occasion d'un radio-crochet. Lisette Jambel, plus tard connue pour son interprétation du Petit Chaperon rouge (1946) et pour son rôle dans Folie douce (1951), est l'une des premières à y remporter un prix. D'autres célébrités suivent. En 1936, Paul Meurisse participe à un radio-crochet à Paris. En 1938, Bourvil chante Ignace,, succès de Fernandel, au radio-crochet Les Fiancés de Byrrh à Radio-Paris, sous le pseudonyme d’Andrel. En 1939, Lucienne Delyle se fait remarquer lors d'un radio-crochet. Georges Moustaki participe à un radio-crochet à l'âge de 15 ans[source insuffisante]. Enzo La Selva remporte le radio-crochet de Radio Luxembourg en décembre 1959, pour son interprétation de Che gelida manina, extrait de La Bohème de Puccini. Mireille Mathieu se fait remarquer lors d'un radio-crochet en 1964 à Avignon. 
Le radio-crochet connaît un apogée de popularité dans les années 1950 et 1960,. Dans les années 1960, le radio-crochet devient une source majeure pour la découverte des vedettes, notamment dans la chanson française[réf. nécessaire].
Sorti en 1935, le film Every Night at Eight de Raoul Walsh montre les coulisses d'un radio-crochet aux États-Unis.

## Évolution télévisuelle
Vers la fin des années 1960, le radio-crochet décline, cédant la place au télé-crochet, la version télévisuelle du concours de chant. Le Jeu de la chance, qui débute en 1965, est le premier télé-crochet français. Il a lieu dans l'émission Télé Dimanche et permet de découvrir pour la première fois Mireille Mathieu, Georgette Lemaire et Thierry Le Luron,. Le concours Eurovision de la chanson, dont la première édition a lieu en 1956, est qualifié de « plus vieux télé-crochet de l’ère radio-télévisuelle » par The Conversation. Guy Lux lance le télé-crochet Rideau dans les années 1970 sur Antenne 2.
Le télé-crochet connaît un second souffle dans les années 2000 avec l'émission Pop Idol créée au Royaume-Uni. Cette émission a donné lieu à des adaptations dans de nombreux pays, des États-Unis avec American Idol à la France avec Nouvelle Star ou The Voice, et jusqu'en Chine avec Supergirl.
Le rapprochement du modèle du télé-crochet avec celui de la télé réalité dans les années 2000 a donné lieu, au Royaume-Uni puis dans d'autres pays, à des émissions où le téléspectateur est invité à suivre des chanteurs sur une durée de plusieurs semaines. Il peut s'agir de suivre un groupe de chanteurs, de la sélection à l'enregistrement du premier album musical, par exemple dans le cas de Popstars. Il peut également s'agir de suivre un ensemble de concurrents filmés en permanence, dans le cas de Star Academy.